# Лобачов Микола Гаврилович
Микола Гаврилович Лобачов (27 лютого 1923, Соф'їне, Саратовської губернії — 21 березня 2015, Мелітополь) — учасник Великої Вітчизняної війни, Герой Радянського Союзу, командир мінометного взводу 1-го батальйону 45-ї механізованої бригади, підполковник.

## Біографія

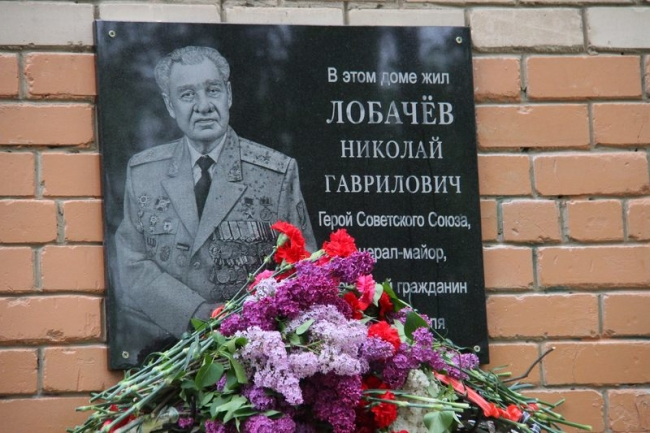

Навчався в Соф'їнській початковій та Аркадакській неповній середній школі. Після закінчення семирічки, вступив у ремісниче училище № 1 при Горьковському автозаводі. У 1941-му здобув спеціальність слюсаря-модельника 5-го розряду і працював на автозаводі до призову на військову службу.
У травні 1942-го був мобілізований до Червоної Армії. З листопада 1942 по червень 1944 брав участь у боях на Південно-Західному, Західному, 1-му і 2-му Українських фронтах. Брав участь у Сталінградській битві, Корсунь-Шевченківській і Умансько-Ботошанській наступальних операціях, у визволенні Молдавії і Румунії. Тричі поранений.
У 1945-му Н. Г. Лобачев закінчив Харківське танкове училище. До 1965-го служив у Радянській Армії. У 1965 році через хворобу звільнений з лав Радянської Армії. Майор запасу. Проживав у Мелітополі.
У День 70-річчя Великої Перемоги на стіні будинку № 17 на вул. Байбулатова було урочисто відкрито меморіальну дошку в пам'ять про Героя Радянського Союзу, генерал-майора Миколу Лобачова.

## Нагороди
- Звання Героя Радянського Союзу з врученням ордена Леніна і медалі «Золота Зірка» (№ 7321) 13 вересня 1944 а за героїзм і мужність, проявлені при форсуванні річок Південний Буг і Дністер.
- Медалі «За відвагу» (1943, 1944), «За бойові заслуги» (1952) , «За оборону Сталінграда», «За перемогу над Німеччиною у Великій Вітчизняній війні 1941—1945 рр.».